# Xavier Bueno
Xavier (ou Javier) Bueno est un peintre espagnol naturalisé italien, né à Vera de Bidasoa en 1915 mort en 1979 à Fiesole, en Toscane.

## Œuvres
- Le Combattant espagnol, huile sur toile, 0,98 par 1,20, 1938, Castres, musée Goya.

Ce tableau fut peint en mémoire de Nazario Cuarto, un ami du peintre « tué sur le front de Madrid ».
Sa composition dérive du tableau de Zurbaran : Saint Sérapion.